# Agua Prieta, Jalisco
Agua Prieta är en ort i Mexiko.   Den ligger i kommunen Acatic och delstaten Jalisco, i den centrala delen av landet, 400 km väster om huvudstaden Mexico City. Agua Prieta ligger 1 724 meter över havet och antalet invånare är 107.
Terrängen runt Agua Prieta är platt åt sydost, men åt nordväst är den kuperad. Terrängen runt Agua Prieta sluttar västerut. Runt Agua Prieta är det ganska tätbefolkat, med 60 invånare per kvadratkilometer. Närmaste större samhälle är Tepatitlán de Morelos, 13,6 km öster om Agua Prieta. Omgivningarna runt Agua Prieta är en mosaik av jordbruksmark och naturlig växtlighet.